# Emmanuel Chouchena
Emmanuel Chouchena (17 janvier 1928, Constantine, Algérie - 24 juillet 2008 (21 Tamouz 5768), Jérusalem, Israël) était un rabbin français d'origine algérienne, rabbin de Lille, de Bône (Algérie) et à Paris, directeur du Séminaire israélite de France (SIF) de 1977 à 1991.

## Éléments biographiques
Emmanuel Chouchena est né à Constantine, Algérie le 17 janvier 1928.
Il étudie au Séminaire israélite de France (SIF) à Paris de 1947 à 1951.
Il épouse une fille du Grand-rabbin Rahamim Naouri, ancien Grand-rabbin de Bône (Algérie).
Il est rabbin de Lille (Nord-Pas-de-Calais), puis de Bône. Il est rabbin à  Antony (Hauts-de-Seine) et à Paris pendant onze ans dans le quartier de Belleville. Il enseigne le Talmud à l'École Yabné et au Séminaire israélite de France (SIF), dont il devient le directeur de 1977 à 1991.
Il est aumônier israélite de l'École polytechnique (France).
En 1992, il s'établit à Jérusalem, en Israël. Il habite dans le quartier de Kiryat Moché.
Il meurt à Jérusalem le 24 juillet 2008 (21 Tamouz 5768). Il est enterré au cimetière de Har Hamenouhot, à Givat Shaul, Jérusalem. Le Grand-rabbin de France Gilles Bernheim assiste à une cérémonie marquant la fin de l'année de deuil.

## Distinctions
- Chevalier de la Légion d'honneur

## Œuvres
- Emmanuel Chouchena (Grand Rabbin). L'Homme, espoir de Dieu. Judaïsme et kabbale pour le monde d'aujourd'hui. Entretiens avec Thomas Sertillanges. Préface de Joseph Sitruk, Grand-rabbin de France. Éditions Trajectoire[6].
- Emmanuel Chouchena (Grand Rabbin). Le Livre du Cohen. Entretiens avec Salomon Yves Cohen. Éditions BibliEurope.